# Eugen Weber
Eugen Joseph Weber (Bucareste, 24 de abril de 1925 — Brentwood, 17 de maio de 2007) foi um proeminente historiador.

## Vida e obra
Era filho de Sonia Garrett e Emmanuel Weber,  um industrial. Com 12 anos da idade, foi enviado para internato em Herne Bay, no sudeste da Inglaterra, e mais tarde a Ashville College em Harrogate.
Durante a II Guerra Mundial, ele serviu com o exército britânico na Bélgica, Alemanha e Índia entre 1943 e 1947. Posteriormente, Weber estudou História na Sorbonne e no Institut d'Etudes Politiques  (Sciences Po) de Paris, França.
Ele viveu na Grã-Bretanha durante um tempo, graduando com um BA em 1950 e um MA da Universidade de Cambridge em 1954. Em 12 de Junho de 1950, casou-se com  a francesa Jacqueline Brument-Roth.   Weber lecionou no Emmanuel College, Cambridge (1953-1954) e na Universidade de Alberta (1954-1955) antes de nos Estados Unidos, onde lecionou primeiro na Universidade de Iowa (1955-1956) e, depois, até 1993, na Universidade da Califórnia em Los Angeles (UCLA).  Ele publicou uma série de obras, além do programa  de TV A Tradição Ocidental,  constituído por suas palestras (disponível gratuitamente on-line) sobre o mundo ocidental.
Seu principal interesse era a  história francesa.  Seu primeiro livro, The Nationalist Revival in France, 1905-1914 foi um estudo integral do nacionalismo na França na década antes da Primeira Guerra Mundial.  Weber seguiu este livro com mais estudos sobre o fascismo francês  e o radicalismo de direita em: Action Française e Varieties of Fascism. Weber chamou a atenção para o que ele considera ser reacionário e autoritário nos movimentos fascistas. Numa conferência realizada em Moscou em 1970, Weber afirmou:
| “ | Fascismo e comunismo não eram antitéticos mas frères ennemis (irmãos /inimigos). | ” |

Weber teve uma abordagem pragmática da história. Certa vez ele escreveu:
| “ | Nada é mais concreto do que a história, nada é menos interessado em teorias ou em idéias abstratas. Os grandes historiadores têm menos idéias sobre história do que os amadores, pois eles só tem uma maneira de ordenar os seus fatos para dizer a sua história. Não se trata de olhar para teorias, mas as informações, documentos e idéias sobre como encontrar e lidar com elas. | ” |

Outra área de interesse de Weber foi formação da nação francesa durante o século XIX. Ele estudou a importância política dos esportes no fin de siècle na França, onde os contemporâneos argumentavam que os corpos saudáveis foram feitos para as nações saudáveis e os corpos fracos foram feitos para as nações decadentes. Assim, Weber apresentou um caso que, na França, neste período, o esporte foi uma questão de grande importância nacional.
Em seu livro seminal Peasants Into Frenchmen, Weber analisou registros escolares, padrões de migração, o serviço militar, documentos e tendências econômicas para argumentar que, até meados da Terceira República, o sentimento de nacionalidade francesa era fraco nas províncias. Weber então olhou a forma como as políticas da Terceira República criaram um sentimento de nacionalidade francesa nas zonas rurais. O livro foi amplamente elogiado, mas foi criticado por alguns historiadores que alegaram que um sentimento de Frenchness existia nas províncias antes de 1870.
Em A Tradição Ocidental, escrito em dois volumes ( "Volume Um: Desde o Mundo Antigo a Luís XIV", "Volume Dois: A partir da Renascença para o Presente"), ele inclui importantes documentos históricos, assim como alguns escritos, poemas, documentos de menos conhecidas do público que a prestam uma  visão direta  da vida das pessoas que viveram ao longo dos séculos por exemplo, há um capítulo intitulado "Liberalismo, Nacionalismo e  1848" . Estão incluídos autores como Giuseppe Mazzini, Louis Blanc, Alexis de Tocqueville, e Thomas Carlyle. Nestes livros, Weber explica brevemente o período de tempo a que se refere e fornece detalhes essenciais da vida dos autores.
Eugen Weber morreu de câncer pancreático em 17 de maio de 2007.

## Obras
- The Nationalist Revival in France, 1905-1914, (1959).
- Action Française: Royalism and Reaction in Twentieth Century France (1962).
- "Nationalism, Socialism and National-Socialism in France" pages 273-307 from French Historical Studies, Volume 2, 1962.
- Satan France-Maçon: la mystification de Leo Taxil, (1964).
- Varieties of Fascism: Doctrines of Revolution in the Twenthieth Century (1964).

co-edited with Hans Rogger, The European Right: A Historical Profile, (1965).
- "Pierre de Coubertin and the Introduction of Organized Sports in France" pages 3–26 from Journal of Contemporary History, Volume 5, (1970).
- "Gymnastics and Sports in Fin-de-Siècle France: Opium of the Classes?"[4] páginas 70-98 from American Historical Review, Volume 76, (1971).
- A Modern History of Europe: Men, Cultures, and Societies from the Renaissance to the Present (1971).
- Peasants Into Frenchmen: The Modernization of Rural France, 1880–1914 (1976).
- "Comment la politique vint aux paysans: A Second Look at Peasant Politicization" pages 357-389 from American Historical Review, Volume 87, (1982).
- "Reflections on the Jews in France" from The Jews in Modern France edited by Frances Malino and Bernard Wasserstein, (1985).
- France, Fin de siécle ISBN 9788571640054 (1986).
- My France: Politics, Culture, Myth, ISBN 0674595769 (1991).
- The Hollow Years: France in the 1930s (1994).
- Apocalypses ISBN 0756753147 (1999).